# 板桥镇 (寿县)
板桥镇，是中华人民共和国安徽省六安市寿县下辖的一个乡镇级行政单位。

## 行政区划
板桥镇下辖以下地区：
板桥街道社区、双门街道社区、清真民族村、毕墙村、王楼村、新华村、邹祠村、黄安村、龙祠村、芍西村、红星村和团岗村。